# Музей современного искусства Университета Сан-Паулу
Музей современного искусства Университета Сан-Паулу (англ. Museum of Contemporary Art, University of São Paulo, порт. Museu de Arte Contemporânea da Universidade de São Paulo, сокр. MAC, MAC/USP) — музей в Сан-Паулу, находящийся в Университете Сан-Паулу, посвящённый современному искусству.
Музей обладает одной из самых значимых художественных коллекций Латинской Америки, специализирующейся на западном искусстве XX века. В нем насчитывается около 10 000 произведений, в том числе картины, гравюры и рисунки, а также скульптуры и концептуальные произведения. Расположен на Avenida Pedro Álvares Cabral в сан-паулуском районе и Ибирапуэра, в архитектурном комплексе, созданном в 1950-х годах архитектором Оскаром Нимейером.

## История и деятельность
Создание Музея современного искусства в Университете Сан-Паулу, тесно связано с историей создания первой коллекции, специализирующейся на современном искусстве в Латинской Америке, находящейся в настоящее время в Музее современного искусства в Сан-Паулу (1948) и последующей организацией Биеннале искусства в Сан-Паулу (1951), к чему причастен Франсиско Матараццо Собриньо, известный как Чичилло Матараццо (Ciccillo Matarazzo). Эти два события отражали внимание, вызванное новыми конструктивными тенденциями в искусстве.
Возникшие конфликты между Франсиско Матараццо и советом директоров Музея современного искусства Сан-Паулу привели к их разрыву и последующему за ними преобразованию музея в актив Университета Сан-Паулу, временно ставший базовой коллекцией университета. С 1963 года Музей современного искусства Сан-Паулу возобновил свою самостоятельную деятельность; Университет Сан-Паулу также начал создавать собственную художественную коллекцию и образовал новый Музей современного искусства Университета Сан-Паулу, который был создан 8 апреля 1963 года. В дополнение к работам, переданным ему из Музея современного искусства Сан-Паулу, в него вошли некоторые произведения из частных коллекций Франсиско Матараццо и его жены Иоланды Пентедо, а также дар художественных произведений из фонда Нельсона Рокфеллера и фестивалей Биеннале искусства в Сан-Паулу. С этого времени акцент коллекции университетского музея придается на пополнение его работами, на которых основывается преподавание в университете.
Впоследствии в музей передавались произведения известных художников, в числе которых были Иоланда Мохали (26 работ, по другим данным около 50 работ) и Теон Спанудис (Theon Spanudis, 364 работы). Накопленное собрание художественных шедевров, собранных музеем, быстро позволило ему завоевать известность в Латинской Америке и организовать место для дискуссий о направлении искусства в XX веке. Вальтер Занини — бразильский историк и искусствовед, стал первым директором музея незадолго до военного переворота 1964 года. Во времена политических репрессий он старался делать всё, чтобы Музей современного искусства Университета Сан-Паулу был форумом для художественного мышления и творчества. Последующие администрации музея под руководством Вольфганга Пфайффера (1978—1982), Араси Амарала (1982—1986) и Аны Мэй Барбосы (1986—1990), сохранили дух Занини и продолжили играть важную роль в определении новых направлений музея.
В 1985 году началось строительство штаб-квартиры и здания музея в университетском городке. Первоначальный проект был разработан архитекторами Паулу Мендесем да Роша и Хорхе Вильхаймом в 1975 году, но с началом работы были обнаружены технические ограничения, которые сделали невозможным продолжение работы, и музей заказал второй проект, реализованный в 1992 году. С 1999 года по инициативе директора Эдуардо Тейшейры Коэльо здание претерпело масштабную реконструкцию, благодаря которой оно получило современные технологические усовершенствования, новое распределение внутреннего выставочного пространства, новый фасад и оформление внешнего вида, появился сад скульптур с работами Томиэ Оотакэ. Реконструированное здание было открыто в 2000 году. 
Библиотека Музей современного искусства Университета Сан-Паулу, созданная вместе с музеем, получила в качестве пожертвования коллекцию книг, принадлежавшую художнику Паулу Росси Осиру. В 1969 году совет музея решил, что библиотека будет названа в честь Лоривала Гомеса Мачадо (Lourival Gomes Machado) — одного из первых преподавателей курса истории искусств в Университете Сан-Паулу. В настоящее время библиотека насчитывает около 60 000 томов, а также периодические издания, слайды и плакаты, охватывающие такие темы, как изобразительное искусство, архитектура, дизайн, музееведение, реставрация и другие.
Университетский музей имеет существенные отличия по сравнению с аналогичными художественными учреждениями. В нём работают сотрудники университета, занимающиеся научными исследованиями в различных областях искусства, публикуя свои работы. Музей также предлагает курсы повышения квалификации для студентов и аспирантов, как собственных, так и сторонних. Он открыт для широкой общественности.

## Коллекция
Художественная коллекция университетского музея имеет уникальное значение в национальном и международном контексте. Здесь представлено более восьми тысяч работ, в том числе картины, скульптуры, рисунки, гравюры, фотографии, предметы концептуальных работ многих бразильских и иностранных авторов, иллюстрирующих все основные художественные движения последних ста лет. Хронологически самой старой работой в коллекции является работа «Paisagem» (1906) Джакомо Балла — образец итальянского футуризма. 

Некоторые авторские работы из коллекции музея
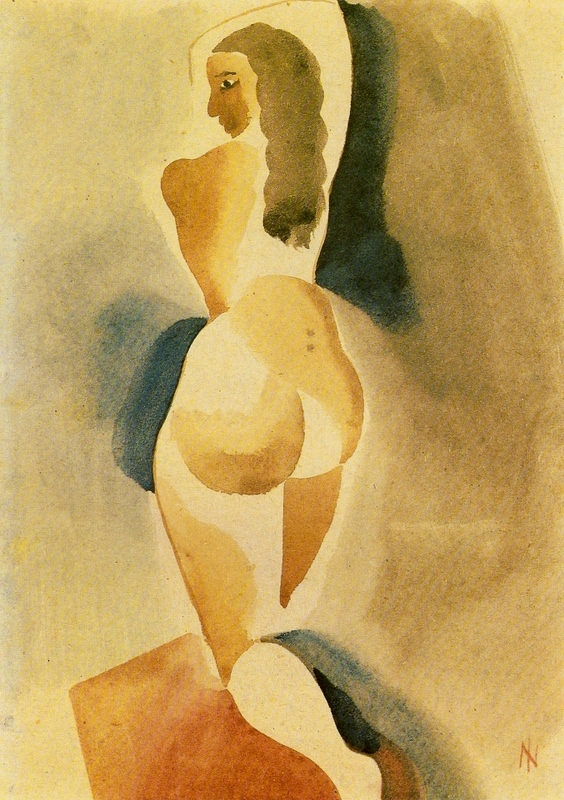
Исмаэль Нери[порт.]
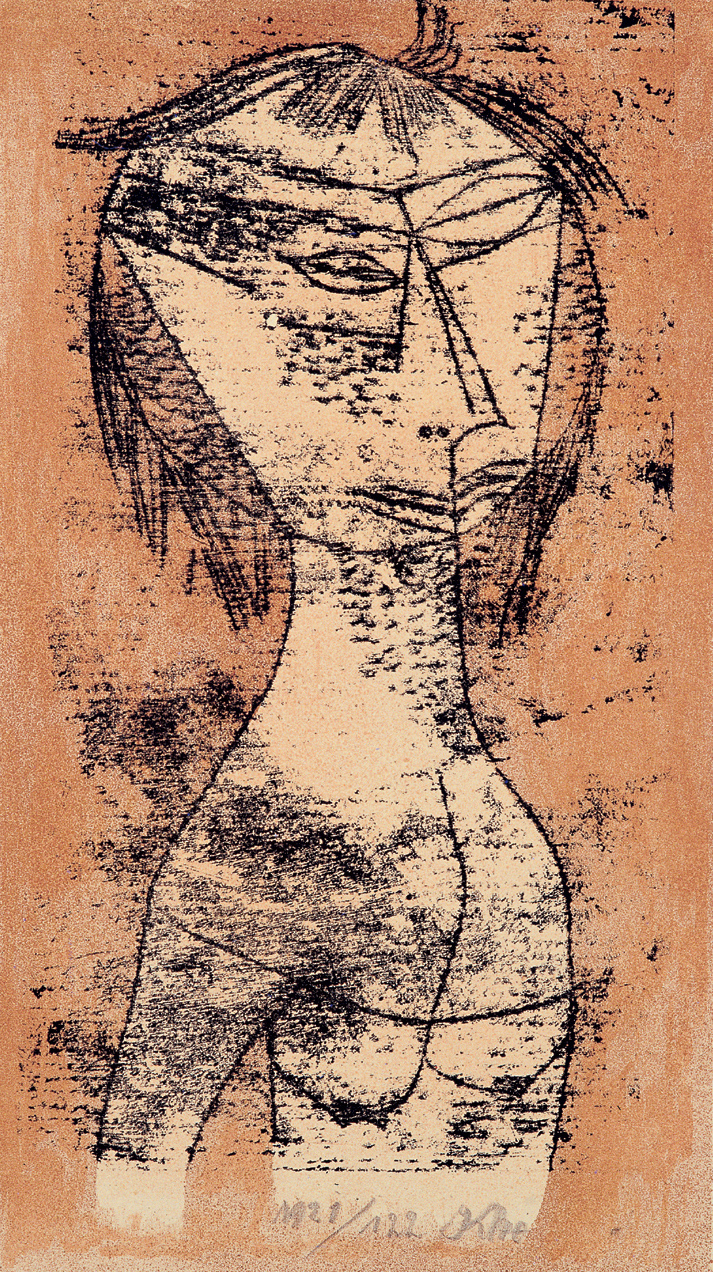
Пауль Клее
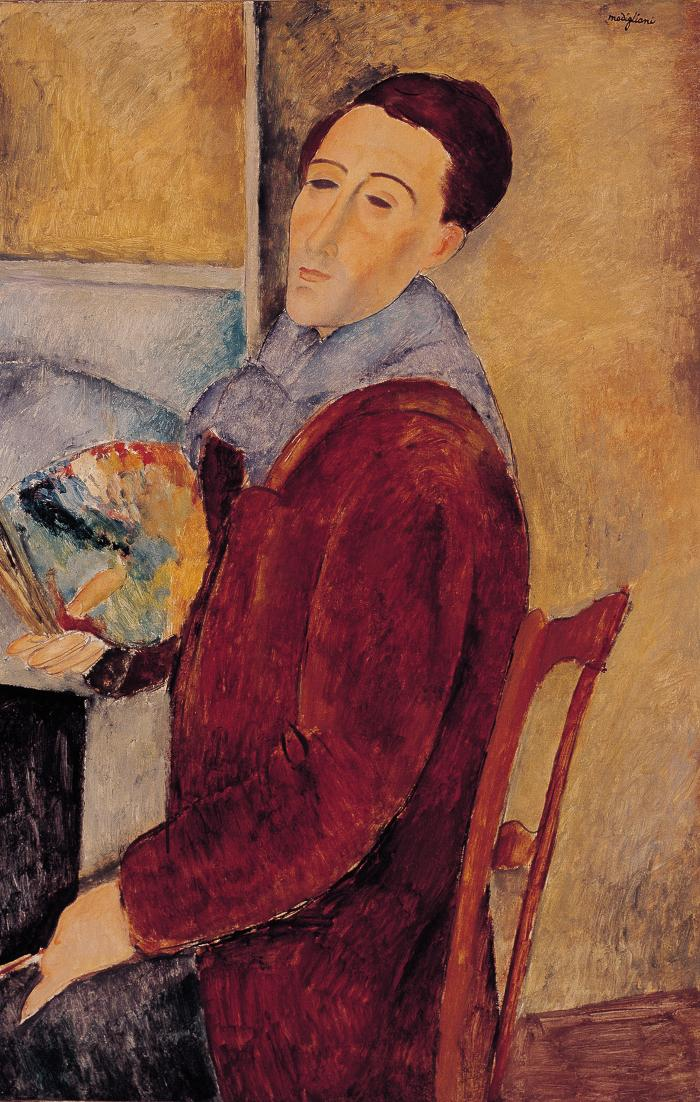
Амедео Модильяни
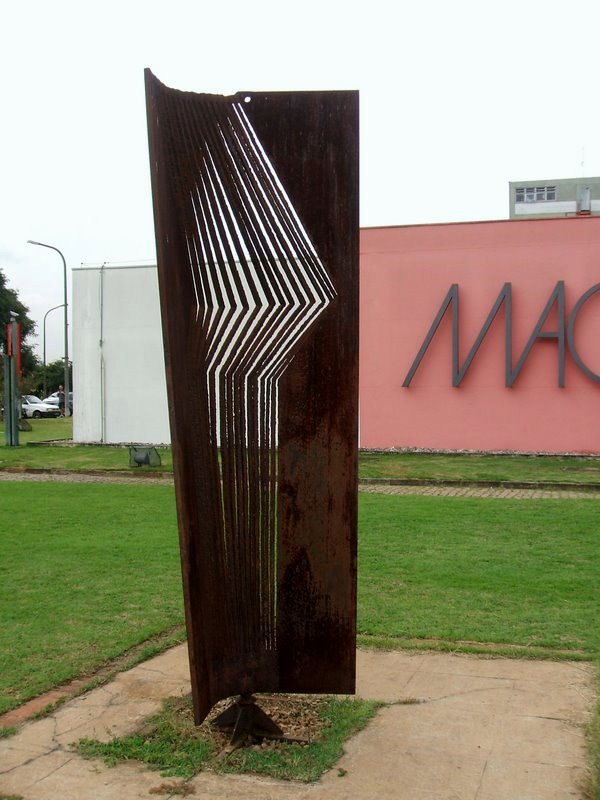
Симон Бенеттон[итал.]
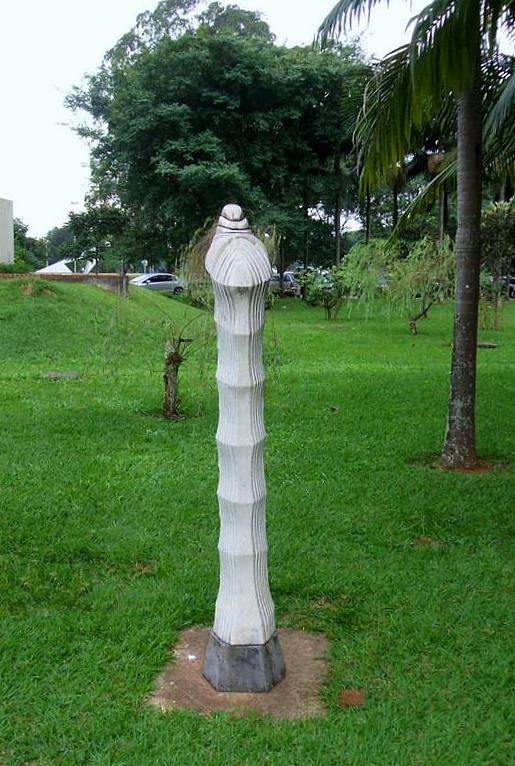
Джеспер Неергаард[нем.]